# Tour de l'horloge de Yıldız
La Tour de l'horloge de Yıldız (en turc : Yıldız Saat Kulesi), est une tour horloge située à côté de la cour de la mosquée Yıldız Hamidiye, dans le quartier Yıldız du district de Beşiktaş à Istanbul, en Turquie, du côté européen du Bosphore.

## Histoire
La tour a été commandée par le sultan ottoman Abdülhamid II (1842–1918) en 1889 et la construction a été achevée en 1890.

## Structure
La structure de trois étages de style ottoman et néo-gothique a un plan octogonal. À l'extérieur du premier étage, il y a quatre inscriptions, le deuxième étage contient un thermomètre et un baromètre, et le dernier étage est la salle de l'horloge. L'horloge a été réparée en 1993. Au sommet du toit décoratif, se trouve placée une rose des vents.

## Voir également
- Palais de Yıldız
- Mosquée Yıldız Hamidiye
- Tour de l'horloge de Dolmabahçe
- Tour de l'horloge de l'hôpital d'Etfal
- Tour de l'horloge d'Izmir